# Lorenzo Lucca
Lorenzo Lucca (Moncalieri, 10 de septiembre de 2000) es un futbolista italiano que juega como delantero en la S. S. C. Napoli de la Serie A.

## Trayectoria

### Inicios
Lucca comenzó a jugar al fútbol en la CBS Scuola Calcio di Torino a los cinco años, para luego pasar a las categorías inferiores del Torino a los ocho años. En 2015 se trasladó al Chieri, un club de la Ciudad metropolitana de Turín, y al año siguiente jugó cedido en el Atletico Torino. Con este equipo debutó a los 16 años en la Promozione, marcando un gol en la primera jornada, que terminó 1-1 contra el Teramo. Durante la temporada alternó entre el primer equipo y las categorías inferiores, terminando con un segundo gol en la competición.
El 1 de julio de 2017 fue comprado por el Vicenza, que militaba en Serie C. Con el equipo veneciano debutó profesionalmente el 21 de marzo de 2018 contra el Sambenedettese. Luego sumó otras dos apariciones contra Renate y AlbinoLeffe. Al final de la temporada, tras renovar con Torino, fue cedido por un año al Brescia, donde anotó 16 goles en 19 partidos con las categorías juveniles. En 2019 regresó a Torino para jugar el Campeonato Primavera 1.

### Palermo F. C.
El 31 de enero de 2020 se trasladó a título definitivo al Palermo, en Serie D. El 16 de febrero debutó en liga marcando el 2-0 definitivo contra el Biancavilla. En julio firmó un contrato por cuatro años con el club, convirtiéndose en profesional.
Inició la temporada 2020-2021 jugando los últimos veinte minutos del partido de Serie C perdido 2-0 contra el Teramo. Tras nueve partidos sin marcar, el 2 de diciembre anotó su primer doblete en su carrera en el empate 3-3 contra Viterbese. Como titular, en diciembre anotó cuatro goles más frente a Casertana, Bari, Teramo y Ternana. El 3 de abril de 2021 anotó su primer triplete contra Casertana. Terminó la temporada con 13 goles en 27 partidos.

### Pisa S. C.
El 21 de julio de 2021 fue adquirido por el Pisa, debutando en la Serie B el 22 de agosto en la primera jornada, ganando 1-0 contra el SPAL de Ferrara. En el siguiente partido de liga, ingresó como suplente y anotó sus dos primeros goles, que permitieron a los nerazzurri ganar 2-0 contra el Alessandria. En el primer mes mostró buenas actuaciones, anotando 6 goles en ocho partidos. Sin embargo, no mantuvo el nivel y el resto de la temporada estuvo marcado por actuaciones irregulares y sin goles. En total, disputó 30 partidos de liga (más 4 de play-offs).

### Cesión al Ajax de Ámsterdam
El 4 de agosto de 2022 fue cedido al Ajax de Ámsterdam en préstamo oneroso con opción de compra fijada en 10 millones de euros, convirtiéndose así en el primer futbolista italiano en jugar para el club neerlandés.
El 14 de agosto debutó oficialmente con el Ajax entrando en los minutos finales contra el Groningen. El 22 de agosto debutó con el Jong Ajax en la Eerste Divisie, anotando un gol y asistiendo en la victoria 5-1 contra el De Graafschap. El 6 de noviembre anotó su primer gol con el primer equipo en la derrota 1-2 ante el PSV.
Al final del préstamo, el delantero no fue comprado por el Ajax y regresó al Pisa.

### Udinese Calcio
El 7 de julio de 2023 fue cedido al Udinese hasta el final de la temporada, con opción de compra de aproximadamente 8 millones de euros. Debutó y anotó su primer gol con el club bianconero el 11 de agosto en la victoria 4-1 en la Copa Italia contra el Catanzaro. Nueve días después debutó en la Serie A entrando en la segunda mitad contra la Juventus; y el 1 de octubre anotó su primer gol en la máxima categoría en el empate 2-2 contra el Genoa. El 3 de diciembre anotó su primer doblete en Serie A en el empate 3-3 en casa contra el Verona.
El 14 de junio de 2024, el club friulano ejerció la opción de compra. Lucca fue transferido de manera definitiva al Udinese con contrato hasta 2028.

### S. S. C. Napoli
El 18 de julio de 2025, el Napoli anunció que cerró la incorporación del delantero en calidad de cedido con obligación de compra.

## Selección nacional
El 7 de septiembre de 2021 debutó con la selección de Italia sub-21, jugando como suplente en el partido de clasificación ganado por 1-0 contra Montenegro.
Con la absoluta se estrenó el 14 de octubre de 2024 en un encuentro de la Liga de Naciones de la UEFA 2024-25 frente a Israel.

## Estadísticas

### Clubes
Actualizado al último partido disputado el 25 de mayo de 2025.
| Club                             | Div.          | Temporada     | Liga  | Liga  | Liga   | Copas nacionales | Copas nacionales | Copas nacionales | Copas internacionales | Copas internacionales | Copas internacionales | Total | Total | Total  |
| Club                             | Div.          | Temporada     | Part. | Goles | Asist. | Part.            | Goles            | Asist.           | Part.                 | Goles                 | Asist.                | Part. | Goles | Asist. |
| -------------------------------- | ------------- | ------------- | ----- | ----- | ------ | ---------------- | ---------------- | ---------------- | --------------------- | --------------------- | --------------------- | ----- | ----- | ------ |
| L. R. Vicenza Virtus · Italia    | 3.ª           | 2017-18       | 3     | 0     | 0      | 0                | 0                | 0                | ―                     | ―                     | ―                     | 3     | 0     | 0      |
| L. R. Vicenza Virtus · Italia    | Total club    | Total club    | 3     | 0     | 0      | 0                | 0                | 0                | 0                     | 0                     | 0                     | 3     | 0     | 0      |
| Palermo F. C. · Italia           | 4.ª           | 2019-20       | 3     | 1     | 0      | 0                | 0                | 0                | ―                     | ―                     | ―                     | 3     | 1     | 0      |
| Palermo F. C. · Italia           | 3.ª           | 2020-21       | 27    | 13    | 0      | 0                | 0                | 0                | ―                     | ―                     | ―                     | 27    | 13    | 0      |
| Palermo F. C. · Italia           | Total club    | Total club    | 30    | 14    | 0      | 0                | 0                | 0                | 0                     | 0                     | 0                     | 30    | 14    | 0      |
| A. C. Pisa 1909 · Italia         | 2.ª           | 2021-22       | 34    | 6     | 4      | 1                | 0                | 0                | ―                     | ―                     | ―                     | 35    | 6     | 4      |
| A. C. Pisa 1909 · Italia         | Total club    | Total club    | 34    | 6     | 4      | 1                | 0                | 0                | 0                     | 0                     | 0                     | 35    | 6     | 4      |
| Jong Ajax · Países Bajos         | 2.ª           | 2022-23       | 14    | 6     | 2      | —                | —                | —                | —                     | —                     | —                     | 14    | 6     | 2      |
| Jong Ajax · Países Bajos         | Total club    | Total club    | 14    | 6     | 2      | 0                | 0                | 0                | 0                     | 0                     | 0                     | 14    | 6     | 2      |
| Ajax de Ámsterdam · Países Bajos | 1.ª           | 2022-23       | 14    | 2     | 1      | 1                | 0                | 0                | 1                     | 0                     | 0                     | 16    | 2     | 1      |
| Ajax de Ámsterdam · Países Bajos | Total club    | Total club    | 14    | 2     | 1      | 1                | 0                | 0                | 1                     | 0                     | 0                     | 16    | 2     | 1      |
| Udinese Calcio · Italia          | 1.ª           | 2023-24       | 37    | 8     | 4      | 2                | 1                | 0                | —                     | —                     | —                     | 39    | 9     | 4      |
| Udinese Calcio · Italia          | 1.ª           | 2024-25       | 33    | 12    | 2      | 3                | 2                | 0                | —                     | —                     | —                     | 36    | 14    | 2      |
| Udinese Calcio · Italia          | Total club    | Total club    | 70    | 20    | 6      | 5                | 3                | 0                | 0                     | 0                     | 0                     | 75    | 23    | 6      |
| Total carrera                    | Total carrera | Total carrera | 171   | 50    | 13     | 7                | 3                | 0                | 1                     | 0                     | 0                     | 179   | 53    | 13     |